# Charles Leatherland, Baron Leatherland
Charles Edward Leatherland, Baron Leatherland OBE MSM DL (* 18. April 1898 in Birmingham; † 18. Dezember 1992 in Epping, Essex) war ein britischer Journalist und Politiker der Labour Party, der 1964 als Life Peer aufgrund des Life Peerages Act 1958 Mitglied des House of Lords wurde.

## Leben

### Erster Weltkrieg und Beginn der journalistischen Laufbahn
Leatherland, der 1908 im Alter von zehn Jahren nach dem Tod seiner Mutter Halbwaise wurde, verließ 1912 mit vierzehn Jahren die Schule und trat 1914 zu Beginn des Ersten Weltkrieges seinen Militärdienst an, wobei er falsche Angaben über sein tatsächliches Alter machte. In der Folgezeit diente er im Maschinengewehr-Bataillon des Royal Warwickshire Regiment in Belgien, Frankreich sowie Deutschland und wurde zuletzt 1918 zum Sergeant Major befördert. Für seine Verdienste wurde er mit der Meritorious Service Medal ausgezeichnet.
Nach Kriegsende begann Leatherland seine berufliche Laufbahn als Journalist bei Lokalzeitungen in Birmingham und dem Macclesfield Courier in Macclesfield. Gleichzeitig wurde er 1918 Mitglied der Labour Party, der er 74 Jahre lang bis zu seinem Tod 1992 angehörte. Nachdem er sich einige Zeit in Wahlkämpfen engagierte, wurde er 1924 Mitarbeiter der Presseabteilung in der Parteizentrale der Labour Party in London, für die er als Flugblatt- und Redenschreiber sowie Parlamentskorrespondent im House of Commons arbeitete.

### Journalist beimDaily Heraldund Oberhausmitglied
1929 wechselte er als stellvertretender Politik-Redakteur zum Daily Herald, einer dem Dachverband der Gewerkschaften Trades Union Congress (TUC) sowie der Labour Party nahestehenden Tageszeitung, die in den folgenden Jahren mit einer Auflage von 2 Millionen Exemplaren die am häufigsten verkaufte Tageszeitung der Welt wurde.
Leatherland arbeitete bis 1963 als Journalist beim Daily Herald und war dort Nachrichten-, Nacht- sowie Politikredakteur, ehe er zuletzt zum stellvertretenden Chefredakteur aufstieg.
Neben seiner beruflichen Laufbahn engagierte er sich für die Labour Party in der Kommunalpolitik in Essex und war zwischen 1944 und 1970 stellvertretender Vorsitzender des Stadtrates von Epping sowie zugleich von 1950 bis 1966 Vorsitzender des Regionalrates der Labour Party für die Grafschaften Ostenglands. Darüber hinaus fungierte Leatherland, dem 1951 das Offizierskreuz des Order of the British Empire verliehen wurde, zwischen 1960 und 1961 als Vorsitzender des Rates der Grafschaft Essex sowie 1963 als Deputy Lieutenant von Essex.
Zuletzt wurde Leatherland durch ein Letters Patent vom 16. Dezember 1964 aufgrund des Life Peerages Act 1958 als Life Peer mit dem Titel Baron Leatherland, of Dunton in the County of Essex, in den Adelsstand erhoben und gehörte damit bis zu seinem Tod dem House of Lords als Mitglied an. Auch in dieser Funktion engagierte er sich für die Grafschaft Essex und hatte maßgeblichen Einfluss bei der Gründung der University of Essex 1965.
In den folgenden Jahren war er bis zu seinem Tod Mitglied des Verwaltungsrates der University of Essex, die ihm 1973 einen Ehrendoktor verlieh.